# Список глав правительства Сенегала
Список глав правительства Сенегала включает лиц, являвшихся главой правительства Сенегала с момента создания в нём Правительственного совета, а также премьер-министров страны, осуществлявших руководство работой правительства, которое возглавляет президент Республики Сенегал.
В настоящее время работой правительства руководит Премьер-министр Республики Сенегал (фр. Premier ministre de la République du Sénégal). Согласно действующей редакции конституции, принятой на состоявшемся 7 января 2001 года референдуме (с изменениями 2016 года), президент республики определяет политику государства, которую правительство проводит под руководством премьер-министра, при этом президент председательствует в Совете министров, назначает премьер-министра и прекращает исполнение его полномочий, по предложению премьер-министра назначает и снимает с должностей министров.
Использованная в первом столбце таблиц нумерация является условной; также условным является использование в первом столбце цветовой заливки, служащей для упрощения восприятия принадлежности лиц к различным политическим силам без необходимости обращения к столбцу, отражающему партийную принадлежность. Наряду с партийной принадлежностью, в столбце «Партия» также отражён беспартийный статус персоналий. Для удобства список разделён на принятые в историографии периоды истории страны. Приведённые в преамбулах к каждому из разделов описания этих периодов призваны пояснить особенности её политической жизни.

## Заморская территория Сенегал (1957—1958)
С середины XIX века территория Сенегамбии оспаривалась Соединённым королевством и Францией, с 16 июня 1895 года Сенегал вошёл во Французскую Западную Африку, с 1902 году в её составе стал частью административного объединения Сенегамбия и Нигер, а 13 февраля 1904 года был организован в колонию и протекторат Сенегал. 27 октября 1946 года он получил статус заморской территории в рамках Французского союза. Ему было предоставлено право создавать политические организации и представлять себя во французском парламенте, в стране появились первые партии, выступавшие за политическую и экономическую независимость от Франции. 18 мая 1957 года в Сенегале был создан Правительственный Совет под формальным председательством французского лейтенант-губернатора территории Пьера Огюста Мишеля Мари Лами и фактическим руководством сенегальского вице-председателя Совета Мамаду Диа.
|        | Портрет | Имя (годы жизни)                                         | Полномочия  | Полномочия     | Партия                          | Наименование должности                                                                    | Пр.         |
| Начало | Портрет | Имя (годы жизни)                                         | Окончание   |                | Партия                          | Наименование должности                                                                    | Пр.         |
| ------ | ------- | -------------------------------------------------------- | ----------- | -------------- | ------------------------------- | ----------------------------------------------------------------------------------------- | ----------- |
| 1 (I)  |         | Мамаду Мустафа Диа (1910—2009) фр. Mamadou Moustapha Dia | 18 мая 1957 | 25 ноября 1958 | Сенегальский прогрессивный союз | Вице-председатель Правительственного совета фр. Vice-président du Conseil de Gouvernement | [ 4 ] [ 5 ] |

## Государство Сенегал (1958—1959)
25 ноября 1958 года заморской территории был предоставлен статус автономного Государства Сенегал (фр. État du Sénégal) в рамках Французского сообщества, пост председателя перешёл к Мамаду Диа..
|        | Портрет | Имя (годы жизни)                                         | Полномочия     | Полномочия     | Партия                          | Наименование должности                                                          | Пр.         |
| Начало | Портрет | Имя (годы жизни)                                         | Окончание      |                | Партия                          | Наименование должности                                                          | Пр.         |
| ------ | ------- | -------------------------------------------------------- | -------------- | -------------- | ------------------------------- | ------------------------------------------------------------------------------- | ----------- |
| 1 (II) |         | Мамаду Мустафа Диа (1910—2009) фр. Mamadou Moustapha Dia | 25 ноября 1958 | 25 января 1959 | Сенегальский прогрессивный союз | Председатель Правительственного совета фр. Président du Conseil de Gouvernement | [ 4 ] [ 5 ] |

## Республика Сенегал (с 1959)
24 января 1959 года конституционная ассамблея автономного государства приняла его вступившую в силу на следующий день конституцию, установив для него название Республика Сенегал (фр. République du Sénégal), и совместно с парламентами Суданской Республики (современное Мали) и Верхней Вольты (современная Буркина-Фасо) ратифицировала конституцию Федерации Мали. 4 апреля на заседании федерального парламента было объявлено о её создании. 20 июня 1960 года федерация провозгласила независимость от Франции, а 20 августа Сенегал заявил о своём выходе из её состава. Конституция страны, установившая пост президента Республики Сенегал (фр. Président de la République du Sénégal), была принята Национальной ассамблеей 25 августа 1960 года и промульгирована на следующий день. На состоявшихся безальтернативных выборах первым президентом был избран кандидат Сенегальского прогрессивного союза Леопольд Сенгор, вступивший в должность 5 сентября 1960 года. Политический кризис в декабре 1962 года привёл к тому, что председатель Совета (правительства) Мамаду Диа с четырьмя министрами, выступившие против президента Сенгора, были 18 декабря арестованы, руководство кабинетом перешло к президенту, на смену парламентской республике пришла президентская система, к 1966 году ставшая однопартийной. Процесс демократизации в стране был начат в 1974 году с учреждением Сенегальской демократической партии, которая в 2000 году смогла прийти к власти. Самостоятельный пост премьер-министра неоднократно восстанавливался и вновь упразднялся в соответствии с формируемой президентами республики системой исполнительной власти.
| | Портрет | Имя (годы жизни)                                                    | Полномочия       | Полномочия      | Партия                                                             | Наименование должности                                                              | Пр.           |
| Начало | Портрет | Имя (годы жизни)                                                    | Окончание        |                 | Партия                                                             | Наименование должности                                                              | Пр.           |
| --- | ------- | ------------------------------------------------------------------- | ---------------- | --------------- | ------------------------------------------------------------------ | ----------------------------------------------------------------------------------- | ------------- |
| 1 (III) |         | Мамаду Мустафа Диа (1910—2009) фр. Mamadou Moustapha Dia            | 25 января 1959   | 18 декабря 1962 | Сенегальский прогрессивный союз                                    | Председатель Совета фр. Président du Conseil                                        | [ 4 ] [ 5 ]   |
| С 18 декабря 1962 года по 26 февраля 1970 года — должность упразднена (правительство подчинено непосредственно президенту Сенегала) |         |                                                                     |                  |                 |                                                                    |                                                                                     |               |
| 2 |         | Абду Диуф (1935—) фр. Abdou Diouf                                   | 26 февраля 1970  | 31 декабря 1980 | Сенегальский прогрессивный союз → Социалистическая партия Сенегала | Премьер-министр Республики Сенегал фр. Premier ministre de la République du Sénégal | [ 12 ] [ 13 ] |
| 3 (I) |         | Хабиб Тиам (1933—2017) фр. Habib Thiam                              | 1 января 1981    | 3 апреля 1983   | Сенегальский прогрессивный союз → Социалистическая партия Сенегала | Премьер-министр Республики Сенегал фр. Premier ministre de la République du Sénégal | [ 14 ] [ 15 ] |
| 4 (I) |         | Мустафа Ниас (1939—) фр. Moustapha Niasse                           | 3 апреля 1983    | 29 апреля 1983  | Сенегальский прогрессивный союз → Социалистическая партия Сенегала | Премьер-министр Республики Сенегал фр. Premier ministre de la République du Sénégal | [ 16 ] [ 17 ] |
| С 29 апреля 1983 года по 8 апреля 1991 года — должность упразднена (правительство подчинено непосредственно президенту Сенегала)    |         |                                                                     |                  |                 |                                                                    |                                                                                     |               |
| 3 (II) |         | Хабиб Тиам (1933—2017) фр. Habib Thiam                              | 8 апреля 1991    | 3 июля 1998     | Социалистическая партия Сенегала                                   | Премьер-министр Республики Сенегал фр. Premier ministre de la République du Sénégal | [ 14 ] [ 15 ] |
| 5 |         | Мамаду Ламен Лум (1952—) фр. Mamadou Lamine Loum                    | 3 июля 1998      | 5 апреля 2000   | Социалистическая партия Сенегала                                   | Премьер-министр Республики Сенегал фр. Premier ministre de la République du Sénégal | [ 18 ] [ 19 ] |
| 4 (II) |         | Мустафа Ниас (1939—) фр. Moustapha Niasse                           | 5 апреля 2000    | 3 марта 2001    | Альянс демократических сил                                         | Премьер-министр Республики Сенегал фр. Premier ministre de la République du Sénégal | [ 16 ] [ 17 ] |
| 6 |         | Маме Мадиор Бойе (1940—) фр. Mame Madior Boye                       | 3 марта 2001     | 4 ноября 2002   | Сенегальская демократическая партия                                | Премьер-министр Республики Сенегал фр. Premier ministre de la République du Sénégal | [ 20 ] [ 21 ] |
| 7 |         | Идрисса Сек (1959—) фр. Idrissa Seck                                | 4 ноября 2002    | 21 апреля 2004  | Сенегальская демократическая партия                                | Премьер-министр Республики Сенегал фр. Premier ministre de la République du Sénégal | [ 22 ] [ 23 ] |
| 8 |         | Маки Саль (1961—) фр. Macky Sall                                    | 21 апреля 2004   | 19 июня 2007    | Сенегальская демократическая партия                                | Премьер-министр Республики Сенегал фр. Premier ministre de la République du Sénégal | [ 24 ] [ 25 ] |
| 9 |         | Шейх Хаджибу Сумаре (1951—) фр. Cheikh Hadjibou Soumaré             | 19 июня 2007     | 30 апреля 2009  | беспартийный                                                       | Премьер-министр Республики Сенегал фр. Premier ministre de la République du Sénégal | [ 26 ] [ 27 ] |
| 10 |         | Сулейман Ндене Ндиайе (1958—) фр. Souleymane Ndéné N'Diaye          | 30 апреля 2009   | 5 апреля 2012   | Сенегальская демократическая партия                                | Премьер-министр Республики Сенегал фр. Premier ministre de la République du Sénégal | [ 28 ] [ 29 ] |
| 11 |         | Абдуль Азиз Мбайе (1953—) фр. Abdul Aziz Mbaye                      | 5 апреля 2012    | 3 сентября 2013 | беспартийный                                                       | Премьер-министр Республики Сенегал фр. Premier ministre de la République du Sénégal | [ 30 ] [ 31 ] |
| 12 |         | Амината Туре (1962—) фр. Aminata Touré                              | 3 сентября 2013  | 8 июля 2014     | Альянс за республику                                               | Премьер-министр Республики Сенегал фр. Premier ministre de la République du Sénégal | [ 32 ] [ 33 ] |
| 13 |         | Мохаммед бен Абдалла Дион (1959—) фр. Mahammed Boun Abdallah Dionne | 8 июля 2014      | 14 мая 2019     | беспартийный                                                       | Премьер-министр Республики Сенегал фр. Premier ministre de la République du Sénégal | [ 34 ] [ 35 ] |
| С 14 мая 2019 года по 17 сентября 2022 года — должность упразднена (правительство подчинено непосредственно президенту Сенегала)    |         |                                                                     |                  |                 |                                                                    |                                                                                     |               |
| 14 |         | Амаду Ба (1961—) фр. Amadou Ba                                      | 17 сентября 2022 | 9 марта 2024    | Альянс за республику                                               | Премьер-министр Республики Сенегал фр. Premier ministre de la République du Sénégal | [ 36 ] [ 37 ] |
| 15 |         | Сидики Каба (1950—) фр. Sidiki Kaba                                 | 9 марта 2024     | 3 апреля 2024   | Альянс за республику                                               | Премьер-министр Республики Сенегал фр. Premier ministre de la République du Sénégal | [ 38 ] [ 39 ] |
| 16 |         | Усман Сонко (1974—) фр. Ousmane Sonko                               | 3 апреля 2024    | действующий     | Африканские патриоты Сенегала за труд, этику и братство            | Премьер-министр Республики Сенегал фр. Premier ministre de la République du Sénégal | [ 40 ] [ 41 ] |